# Меккель, Иоганн Фридрих Младший
Иоганн Фридрих Ме́ккель младший (нем. Johann Friedrich Meckel der Jüngere; 17 октября 1781, Галле — 31 октября 1833, там же) — немецкий биолог.
Основные труды по сравнительной морфологии позвоночных. Работы Меккеля по параллелизму (сходству) эмбриональных стадий высших животных и взрослых форм низших — важный шаг к формулировке биогенетического закона.
Член Германской академии естествоиспытателей «Леопольдина» (1828), член-корреспондент Парижской академии наук (1829), иностранный член Лондонского королевского общества (1833).
В честь Меккеля названы меккелев хрящ и дивертикул Меккеля.